# Йоргос Фотакіс
Йоргос Фотакіс (грец. Γιώργος Φωτάκης, * 29 жовтня 1981, Каламата) — грецький футболіст, півзахисник клубу ПАОК.
Також відомий виступами за клуби «Егалео», «Лариса» та національну збірну Греції.

## Клубна кар'єра
У дорослому футболі дебютував 1999 року виступами за команду клубу ПАОК, в якій, втім, не провів жодного офіційного матчу. Того ж року був відправлений в оренду до клубу «Каллітея».
Своєю грою за останню команду привернув увагу представників тренерського штабу клубу «Егалео», до складу якого приєднався 2000 року. Відіграв за клуб з Егалео наступні шість сезонів своєї ігрової кар'єри. Більшість часу, проведеного у складі «Егалео», був основним гравцем команди.
2006 став гравцем шотландського клубу «Кілмарнок», однак, не провівши жодної офіційної гри у складі його команди, повернувся на батьківщину.
2007 року уклав контракт з клубом «Лариса», у складі якого провів наступні два роки своєї кар'єри гравця.  Граючи у складі «Лариси» здебільшого виходив на поле в основному складі команди.
До складу клубу ПАОК повернувся 2009 року.

## Виступи за збірні
Протягом 2000–2004 років  залучався до складу молодіжної збірної Греції. На молодіжному рівні зіграв у 17 офіційних матчах, забив 1 гол.
2009 року дебютував в офіційних матчах у складі національної збірної Греції. Наразі провів у формі головної команди країни 8 матчів, забивши 2 голи.

## Титули і досягнення
- Володар Кубка Греції (1):

«Лариса»: 2006-07